# Герб Бенавенте
Ге́рб Бенаве́нте — офіційний символ містечка Бенавенте, Португалія. Використовується як територіальний герб. У срібному щиті зелений лілійний хрест із просвітами. Обабіч нього два червоні пута. Над хрестом прямокутний прапор з чорним контуром, розсічений зигзагом на верхнє срібне і нижнє зелене поле. Прапор прикріплений до чорного древка, розміщеного між хрестом і правим путом. Щит увінчує срібна мурована містечкова корона з чотирма вежами.  Під щитом біла стрічка, на якій великими літерами напис португальською: «Benavente» (Бенавенте).  Офіційно затверджений 30 червня 1972 року.  

## Галерея

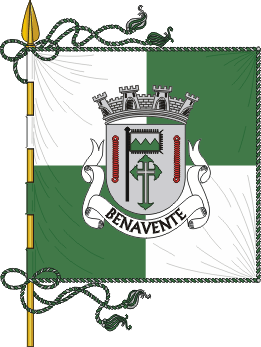
Прапор